# Menorah (romanzo)
Menorah è un romanzo di Marco Buticchi pubblicato nel 1998 da Longanesi. È il secondo romanzo della serie che vede protagonisti l'agente segreto istraeliano Oswald Breil e la storica Sara Terracini.

## Trama
Come nel precedente, a cui si riallaccia, il romanzo ha tre distinte finestre temporali di narrazione.
Francia, fine diciottesimo secolo. Siamo in pieno periodo prerivoluzionario. Il pittore veneziano Antonio Fedeli viene chiamato a Parigi per sostituire un suo vecchio amico e maestro, Pierre-Denis Lanvin, perito in circostanze misteriose durante la ristrutturazione di un appartamento privato di un nobile, il marchese di Mont Brouillard. Una volta giunto nella capitale parigina in compagnia del nobile liberale Gustave De La Croix, viene raggiunto dall'ex assistente di Lanvin, un giovane aspirante monaco tibetano di nome Namling, che gli mostra dei documenti che il suo principale deceduto celò in dei nascondigli segreti. Da questi Fedeli scopre che il suo amico, durante un restauro alla chiesa di Rennes-le-Château, trovò il tesoro di Re Salomone ivi celato, che comprendeva la celebre Menorah, il mitico calendario sacro del popolo ebraico, unico pezzo del tesoro che riuscì a portare a Parigi.
Monastero di Tangula Shan, Altopiano del Tibet, diciannovesimo secolo. Il lama Namling racconta al suo discepolo Tang Shen le avventure capitategli anni prima a Parigi. Assieme a Fedeli e a De La Croix recuperò la Menorah da dove l'aveva nascosta Lanvin, lasciando nel luogo un secondo candelabro più piccolo che lo stesso Lanvin riportò da Rennes-le-Château. I tre, dopo essere scampati a un agguato del truffatore toscano Bartoli, in cui Fedeli restò ferito, fuggirono in Italia con una mongolfiera, braccati da Bartoli e Mont Brouillard; vennero scovati in un monastero che offrì loro ospitalità (era il cenobio in cui Namling era stato accolto anni prima) a causa del tradimento di un frate. Gustave perse la vita, mentre Fedeli e il giovane tibetano riuscirono ad imbarcarsi in una bombarda inglese con rotta per l'India, capitanata da un amico dell'abate. Dopo aver partecipato con una flottiglia inglese a una battaglia contro una flottiglia francese al largo dell'Africa orientale, la bombarda fece approdo nelle isole Seychelles per le riparazioni: ivi vi rimase Fedeli, infatuato di una ragazza indigena, mentre Namling decise di proseguire con gli inglesi. Il pittore veneziano confessò all'amico tibetano che nella cripta ove trovarono le due Menorah rinvenne anche un messaggio di Lanvin con le indicazioni per trovare il resto del tesoro. Disgraziatamente il marchese Mont Brouillard e Bartoli raggiunsero e uccisero Fedeli; Namling e la ciurma inglese, tornati indietro dopo aver incrociato la nave che trasportava il nobile francese e il toscano, uccisero i due. Infine Namling fece ritorno a Tangula Shan, ove anni dopo preparò una serie di indizi da lasciare a chi avesse voluto ritrovare il tesoro di re Salomone e addestrò il proprio discepolo Tang Shen.
1992. Dopo la conclusione la guerra del Golfo, l'esercito americano rinviene in Iraq, fra le altre cose, il diario appartenuto a un pittore veneziano del XVIII secolo. Il premier israeliano Shimon Peres telefona al presidente americano George Bush sr chiedendo che gli venga restituito, essendo appartenuto – egli asserisce – ad un parente di sua moglie. Poco tempo dopo, il diario è sul tavolo del premier israeliano.
1998. La scrittrice e ricercatrice oceanografica americana Laura Joanson viene incaricata da Oswald Breil di leggere il diario di Fedeli, tradotto dal veneziano da Sara Terracini e camuffato dall'agente israeliano (nel frattempo promosso a capo del Mossad) in un normale libro di narrativa. La donna scopre che nel diario sono celati indizi importanti sul nascondiglio della Menorah, e assieme a Sara e alla drs. Timna Shamah (in realtà agente israeliana in incognito) si reca a Parigi. Le tre donne rinvengono il nascondiglio ove Lanvin celò le due Menorah, trovandone solo la versione piccola con un biglietto scritto in tibetano in cui Namling si scusa con il popolo di Israele per aver preso con le più buone intenzioni la loro sacra reliquia e promette di riconsegnarla loro. Nel frattempo Breil e il governo israeliano devono affrontare la minaccia del magnate e terrorista libanese Hytham Fasatne, che è alla ricerca della Menorah per conto di Saddam Hussein. Per ottenerla Fasatne arriva a far rapire la piccola figlia di Laura e del di lei compagno, il generale dell'aeronautica Kevin Dimarzio; la piccola viene liberata dalle squadre d'assalto israeliane, ma il terrorista libanese riesce a fuggire con alcuni/e complici in Sicilia, sotto la protezione della mafia. Nel frattempo Sara e Laura volano in Tibet sulle tracce di Namling. Ritrovano infine la mitica città di Shamballa, ove un anziano Tang Shen consegna loro i documenti di Lanvin dati dal morente Fedeli a Namling due secoli prima. Dopo aver neutralizzato Fasatne e un'insospettabile traditrice, Breil, Terracini e Joanson ritrovano la Menorah grazie alle ultime indicazioni di Fedeli.

## Personaggi
- Oswald Breil: maggiore del Mossad.
- Sara Terracini: storica e restauratrice italiana.
- Laura Joanson: famosa scrittrice e direttrice del Museo Reperti Sommersi di Key Biscayne.
- Kevin Dimarzio: generale dell'USAF e pilota della NASA.
- Hytham Fasatne: magnate libanese sospettato di terrorismo.
- Marpessa Bourgin: collaboratrice di Laura Joanson.
- Oberto Lasado: agente del Mossad in Brasile.
- Alberto Vite: capo della DIA.
- Nara Fasatne: moglie di Hytham.
- Tagil Sarov: mercenario e sicario al soldo di Fasatne.
- Timna Shamah: agente speciale del Mossad.

## Edizioni
- Marco Buticchi, Menorah, Milano, Longanesi, 1998,  p. 396, ISBN 9788830414853.
- Marco Buticchi, Menorah, Teadue, Milano, TEA, 2009,  p. 376, ISBN 9788878186705.
- Marco Buticchi, Menorah, Best TEA, Milano, TEA, 10 luglio 2014,  p. 376, ISBN 9788850236442.
- Marco Buticchi, Menorah, Tea più, Milano, TEA, 31 gennaio 2019,  p. 376, ISBN 9788850252237.